# Atlético Bucaramanga
Maillots
Actualités
Le Club Atlético Bucaramanga Corporación Deportiva est un club colombien de football fondé en 1949 à Bucaramanga, capitale du département de Santander. Le club participe au Championnat de Colombie de football Categoría Primera A (également appelée Liga BetPlay Dimayor pour des raisons commerciales). L'équipe joue au stade Américo Montanini, une enceinte d'une capacité de 28 000 places.

## Histoire
L'Atlético Bucaramanga fondé en 1949 est d'emblée admis en première division colombienne dès la deuxième édition, mais n'a jamais joué les premiers rôles. Au milieu des années 50, le club fait face à des problèmes financiers et se retire du championnat en 1953. Bucaramanga est revenu pour la saison 1956. Le club réalise sa meilleure saison en 1960 en terminant à la  troisième place.
Au début des années 70, le club connaît à nouveau des difficultés financières, il ne participe pas à la saison 1971 et laisse sa place au Real Cartagena, où évoluent la plupart des joueurs de Bucaramanga. Un an plus tard, l'Atlético Bucaramanga revient en première division.
En 1981, un drame frappe le stade Alfonso López, lors d'un match entre l'Atlético Bucaramanga et le Junior de Barranquilla. Une émeute éclate contre les décisions des arbitres. Les militaires sont alors intervenus et ont tiré sur les supporters. Quatre personnes sont mortes et plus de 30 ont été blessées. 
L'Atlético Bucaramanga a été relégué pour la première fois en 1994, mais est promu de suite en remportant le championnat de deuxième division en 1995. Lors de la saison 1996-1997, le club remporte le Torneo Adecuación, mais a perdu la finale du championnat contre América de Cali. En tant que vice-champion, Bucaramanga participe à la Copa Libertadores 1998, où il est éliminé en huitièmes de finale.
En 2001, le club est en position de relégable, mais a pu bénéficier de l'augmentation de la ligue à 18 équipes et a assuré sa place en première division après un barrage de maintien.
Finalement le club sera relégué en 2008, il jouera ensuite souvent pour la montée, échouant plusieurs fois lors des finales. Il faut attendre 2015, pour remporter son deuxième titre de champion de deuxième division pour retrouver l'élite du pays. L'Atlético Bucaramanga réussira à se maintenir et se positionnera souvent en milieu du tableau.

## Palmarès
| Compétitions nationales | Compétitions internationales |
| - Championnat de Colombie (1) : - Champion : 2024 - Championnat de Colombie de deuxième division (2) : - Champion : 1995 et 2015. | Aucun                        |